# Глостер Сіті
ФКА «Глостер Сіті» (англ. Gloucester City Association Football Club) — англійський футбольний клуб з міста Глостер, заснований у 1883 році. Виступає у Національній лізі Півночі. Домашні матчі приймає на стадіоні «Джубілі Стедіум», потужністю 3 500 глядачів.